# Okręg Visp
Visp (niem. Bezirk Visp, fr. District de Viège) – okręg w Szwajcarii, w kantonie Valais. Siedziba administracyjna okręgu znajduje się w miejscowości Visp.  
Okręg składa się z 19 gmin (Politische Gemeinde; commune) o powierzchni 864,20 km² i o liczbie mieszkańców 28 706.

## Gminy
1. Baltschieder
2. Eisten
3. Embd
4. Grächen
5. Lalden
6. Randa
7. Saas-Almagell
8. Saas-Balen
9. Saas-Fee
10. Saas-Grund
11. St. Niklaus
12. Stalden
13. Staldenried
14. Täsch
15. Törbel
16. Visp
17. Visperterminen
18. Zeneggen
19. Zermatt